# Hillsborough (Angleterre)
Pour les articles homonymes, voir Hillsborough.
 (avril 2023).
Si vous disposez d'ouvrages ou d'articles de référence ou si vous connaissez des sites web de qualité traitant du thème abordé ici, merci de compléter l'article en donnant les références utiles à sa vérifiabilité et en les liant à la section « Notes et références ».
Hillsborough est un quartier du Nord-Ouest de Sheffield. C'est à Hilsborough que les rivières de Loxley et de Rivelin affluent dans la Rivière Don.
Hillsborough est le terminus Nord-Ouest du Sheffield Supertram et possède de nombreuses industries. Les réglisses allsorts (en) sont produites par Bassett's (en) à Hillsborough.

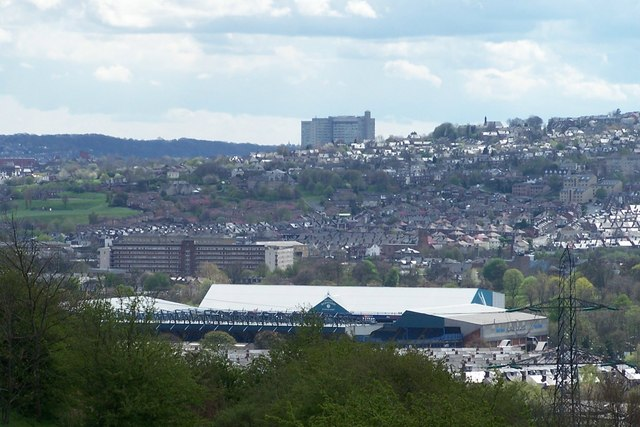
Owls' Home à Hillsborough.